# Conselho de Notáveis da Universidade de Évora
O Conselho de Notáveis é o órgão académico que tem sobre sua alçada todas as questões de tradição académica na Universidade de Évora. Decorria o ano de 1987, quando um grupo de alunos constataram o permanente desuso dos tradicionais hábitos estudantis. Deste interesse pela Tradição surgiu o Conselho de Notáveis da Universidade de Évora.
Embora a fundação deste Conselho seja relativamente recente, todas as suas leis e regras foram exaustivamente investigadas no seio da instituição universitária eborense. Desta busca, surge assim a C.E.G.A.R.R.E.G.A. (Código Estudantil de Graus Académicos de Regulamentos e Regras de Exegese e Gírias Académicas). Este código não só defende a Tradição Académica eborense, bem como a regula, cabendo ao Conselho de Notáveis da Universidade de Évora o seu cumprimento, assim como zelar pela manutenção do mesmo.

O Conselho de Notáveis da Universidade de Évora organizou em Junho de 2003 o I Congresso Nacional da Tradição Académica.